# 317-я стрелковая дивизия (2-го формирования)
317-я стрелковая Будапештская Краснознамённая дивизия (сокращённо 317 сд) — военное формирование Красной Армии.

## Состав дивизии
- 761-й стрелковый полк (30.08.1942—03.09.1945);
- 571-й стрелковый полк (30.08.1942—03.09.1945);
- 606-й стрелковый полк (30.08.1942—03.09.1945);
- 773-й артиллерийский полк (30.08.1942—03.09.1945).
- 526-й отдельный самоходный артиллерийский дивизион (с 9 августа 1945 года)
- 277-й отдельный истребительно-противотанковый дивизион
- 251-я отдельная разведывательная рота
- 361-й отдельный сапёрный батальон
- 878-й отдельный батальон связи
- 407-й отдельный медико-санитарный батальон
- 193-я отдельная рота химической защиты
- 204-я автотранспортная рота
- 523-я полевая хлебопекарня
- 183-й дивизионный ветеринарный лазарет
- 2199-й ароевая почтовая станция
- 595-я полевая касса Государственного банка[1]

## Подчинение
- 58-я армия (30.08.1942—24.09.1942);
- 44-я армия (24.09.1942—04.10.1942)
- Северная группа войск Закавказского фронта (05.10.1942—10.10.1942);
- 11-й стрелковый корпус (13.10.1942—02.12.1942);
- 58-я армия (03.12.1942—08.01.1943);
- Закавказский фронт (08.01.1943—13.01.1943);
- 58-я армия (14.01.1943—17.04.1943);
- Северо-Кавказский фронт (17.04.1943—24.04.1943);
- 56 армия (24.04.1943—04.05.1943);
- Северо-Кавказский фронт (04.05.1943—07.05.1943);
- 10-й стрелковый корпус (07.05.1943—26.06.1943);
- 16-й стрелковый корпус (28.06.1943—26.08.1943);
- 22-й стрелковый корпус (27.08.1943—10.04.1944);
- 74-й стрелковый корпус (12.04.1944—22.04.1944);
- 17-й гвардейский стрелковый корпус (22.04.1944—29.07.1944);
- 18-я армия (31.07.1944—25.08.1944);
- 17-й гвардейский стрелковый корпус (28.08.1944—19.09.1944);
- 18-й гвардейский стрелковый корпус (20.09.1944—09.04.1945);
- 2-й Украинский фронт (09.04.1945—20.04.1945);
- 50-й стрелковый корпус (21.04.1945—23.04.1945);
- 18-й гвардейский стрелковый корпус (24.04.1945—29.05.1945);
- 49-й стрелковый корпус (05.06.1945—27.07.1945);
- Забайкальский фронт (09.08.1945—03.09.1945).

## Награды дивизии
- 5 апреля 1945 года — Почётное наименование Будапештская — присвоено приказом Верховного Главнокомандующего № 064 от 5 апреля 1945 года за отличие в боях при взятии Будапешта
- 14 ноября 1944 года —  Орден Красного Знамени — награждена указом Президиума Верховного Совета СССР от 14 ноября 1944 года за образцовое выполнение заданий командования в боях в немецкими захватчиками, за освобождение города Мукачево и проявленные при этом доблесть и мужество.[2]

Награды частей дивизии:
- 571-й стрелковый Ужгородский[3] ордена Кутузова[4] полк
- 606-й стрелковый ордена Богдана Хмельницкого (II степени)[5] полк
- 761-й стрелковый ордена Кутузова[5] полк
- 773-й артиллерийский ордена Богдана Хмельницкого (II степени)[6] полк
- 277-й отдельный истребительно-противотанковый Ужгородский[3] дивизион

## Командиры дивизии
В разное время дивизией командовали:
- Николай Александрович Шварев (12.08.1942—04.03.1943);
- Александр Васильевич Ворожищев (04.03.1943—12.03.1943);
- Константин Павлович Неверов (12.03.1943—16.03.1943);
- Николай Александрович Шварев (16.03.1943—15.06.1943);
- Анатолий Иосифович Петраковский (01.06.1943—31.07.1943);
- Николай Терентьевич Жердиенко (06.07.1943—17.07.1943);
- Иван Фёдорович Ромащенко (17.07.1943—15.12.1943);
- Николай Терентьевич, Жердиенко (15.12.1943—18.12.1944);
- Борис Владимирович Гущин (19.12.1944—13.04.1945);
- Михаил Игнатьевич Добровольский (14.04.1945—03.09.1945).